# Бугров, Пётр Гурьевич
Пётр Гурьевич Бугров (1912, Москва — декабрь 1942) — советский футболист, нападающий. Пропал без вести на Великой Отечественной войне.

## Биография
Пётр Бугров родился в 1912 году в Москве.
Играл в футбол на позиции нападающего. В 1935 году выступал за челябинский ЧТЗ.
В 1936 году провёл в группе «Б» весеннего чемпионата СССР 1 матч за московский ЗиС.
В 1938 году выступал в чемпионате СССР за московский «Пищевик», провёл 17 матчей, забил 2 мяча.
В 1940 году играл за челябинское «Динамо».
Участвовал в Великой Отечественной войне. Пропал без вести в декабре 1942 года.

## Семья
Старший брат Иван  Бугров (1909—1992), футболист, полный кавалер ордена Славы.
Жена — Валентина Павловна Бугрова (1918—1983).